# 553 Kundry
553 Kundry је астероид главног астероидног појаса са средњом удаљеношћу од Сунца која износи 2,230 астрономских јединица (АЈ).
Апсолутна магнитуда астероида је 12,2 а геометријски албедо 0,051.